# 越南共产党中央组织部
越南共产党中央组织部（越南语：／*/?），越南共产党中央委员会的參謀部門，直接隶属于中央政治局和书记处，同時是越共中央主管組織工作、幹部工作的專職部門。中組部在越南政治体系中是一個相當重要的机构，它的主要職責是提名全國各地的官員人選，以及批准人事任命。中組部歷任部長在任期間都是中央政治局委员兼中央书记处书记。

## 领导人
- 黎文良 (1948–1956)
- 黎德寿 (1956–1973)
- 黎文良 (1973–1976)
- 黎德寿 (1976–1980)
- 阮德心 (1980–1991)
- 黎福壽 (1991–1996)
- 阮文安 (1996–2001)
- 陈庭欢 (2001–2006)
- 胡德越 (2006–2011)
- 蘇輝若 (2011–2016)
- 范明政 (2016–2021)
- 张氏梅 (2021–2024)
- 黎明兴 (2024–现任)

## 備註
1. ↑  1930年成立時稱為，中文仍譯作「中央組織部」。之後曾改稱為中央黨務部（Ban Đảng vụ Trung ương），至1951年改為現名。